# Harry Freeman-Jackson
Pour les articles homonymes, voir Freeman et Harry Jackson (homonymie).
Harry Freeman-Jackson (né le 23 décembre 1910 à Rawalpindi, mort le 21 juillet 1993 à Mallow) est un cavalier irlandais de concours complet.

## Carrière
Harry Freeman-Jackson participe aux Jeux olympiques d'été de 1952 à Helsinki : il termine 27e de l'épreuve individuelle, tandis que l'équipe d'Irlande est sixième de l'épreuve par équipes.
Il participe aux Jeux olympiques d'été de 1956 à Stockholm : il termine 17e de l'épreuve individuelle, tandis que l'équipe d'Irlande est éliminée de l'épreuve par équipes.
Il participe aux Jeux olympiques d'été de 1960 à Rome : il est disqualifié de l'épreuve individuelle, tandis que l'équipe d'Irlande est sixième de l'épreuve par équipes.
Lui et sa fille Virginia Freeman-Jackson font partie de l'équipe d'Irlande qui remporte la médaille d'argent au championnat d'Europe de concours complet d'équitation en 1962. Ils étaient déjà ensemble lors de la même épreuve en 1959.
En 1963, il remporte le Burghley Horse Trials.
Il participe aux Jeux olympiques d'été de 1964 à Tokyo : il est 28e de l'épreuve individuelle, tandis que l'équipe d'Irlande est quatrième de l'épreuve par équipes.
Harry Freeman-Jackson est capitaine dans l'armée irlandaise en 1960 et 1964.